# Björn "Nalle" Johansson
Björn Erik "Nalle" Johansson, född 15 januari 1956 i Örebro, är en svensk före detta ishockeyspelare (back).